# Chapelle Saint-Roch de Saint-Hubert
La chapelle Saint-Roch, est un édifice religieux catholique sis à Saint-Hubert, en Belgique. Construite en 1668, la chapelle se trouve à la ‘rue du Mont’, à la sortie de la ville de Saint-Hubert (route de Vesqueville). Elle est lieu de dévotion populaire, particulièrement le 18 aout, fête liturgique de saint Roch,,. 

## Histoire
La chapelle fut construite en 1668, par dom Cyprien Mareschal, abbé de Saint-Hubert (de 1662 à 1686), en reconnaissance à  saint Roch pour la protection accordée durant la grande peste de 1636 qui décima la moitié de la population de la ville (et un grand nombre de moines) et prier le saint aussi de continuer à protéger les habitants de la ville contre tout retour de l’épidémie.  Ceux-ci s’engagèrent, avec leur prélat, à y organiser annuellement une procession avec messe le 16 août, jour de la fête liturgique de saint Roch. 

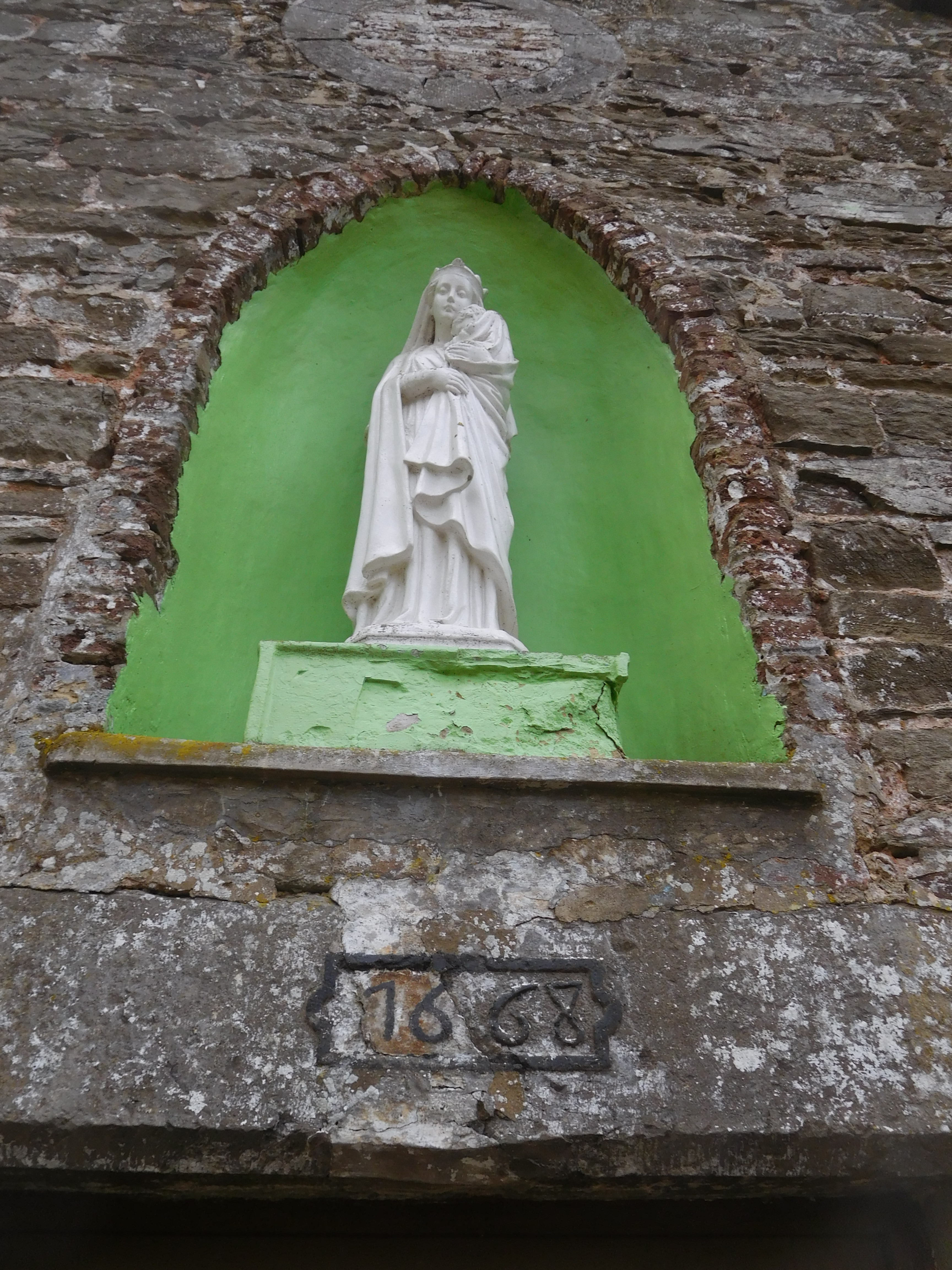
La date sur le linteau de la porte d'entrée

Construite en matériaux du cru - pierres de schiste et de grès - liant de chaux et sable rouge, avec fenêtres en plein cintre et chevet gothique sur les murs latéraux, la chapelle est chaulée comme toute maison particulière ardennaise qui se protège des intempéries. Pour des mesures de sécurité la statue originale de saint Roch ne se trouve plus dans la chapelle.  
La statue au dessus de la porte principale au centre de la façade est, curieusement, celle de la Vierge Marie dans une niche (et non pas de saint Roch).  La façade est surmontée d’un petit clocheton. Au dessus de la porte, dans la pierre du linteau, est gravée la date de construction: 1668.